# Fat Freddy’s Drop
Fat Freddy’s Drop – założony w 1999 roku, nowozelandzki zespół grający mieszankę jazzu, soulu, reggae i muzyki ludowej, aktywny do dzisiaj.

## Skład

### Obecni członkowie
- Joe Dukie (prawdziwe nazwisko Dallas Tamaira)
- Tony Chang (prawdziwe nazwisko Toby Laing)
- Chopper Reedz (prawdziwe nazwisko Scott Towers)
- Jetlag Johnson (prawdziwe nazwisko Tehimana Kerr)
- Dobie Blaze (prawdziwe nazwisko Iain Gordon)
- DJ Fitchie (prawdziwe nazwisko Chris Faiumu)
- Hopepa (prawdziwe nazwisko Joe Lindsay)

### Byli członkowie
- Tom Bilkey
- Fulla Flash (prawdziwe nazwisko Warryn Maxwell)
- Harry 'Snuck' Shearman

## Dyskografia

### Albumy studyjne
- 2005 – Based on a True Story
- 2009 – Dr Boondigga and the Big BW
- 2013 – Blackbird
- 2015 – Bays

### Albumy koncertowe
- 2001 – Live at the Matterhorn
- 2010 – Live at Roundhouse

### EP
- 2004 – Hope for a Generation

### Remiksy
- 2003 – Five Day Night

### DVD
- 2008 – Fantastic Voyages Vol.1